# Josef Vodička
Josef Vodička (7. března 1918 Senice na Hané – 7. května 1942 Koncentrační tábor Mauthausen) byl československý výsadkář a odbojář z období druhé světové války popravený nacisty.

## Život
Josef Vodička se narodil 7. března 1918 v Senici na Hané a pracoval jako řeznický pomocník. V březnu 1939 a tedy jen pár dní před nacistickou okupací nastoupil k vojenské službě k olomouckému pěšímu pluku 6. V létě téhož roku přešel hranice do Polska, kde se přihlásil do československé zahraniční armády. Po začátku druhé světové války a porážce Polska nacistickým Německem se v jejím rámci dostal do internace v Sovětském svazu. Dne 31. srpna 1941 byl jako člen Operace Aroš poslán zpět na Moravu společně s Ferdinandem Čihánkem, Janem Restelem a Eduardem Janošcem. Kvůli zasažení letadla byli nuceni provést výsadek již nad území Polska a to asi 75 km jižně od Varšavy a do místa určení se dopravit rozděleně po zemi. Po dokončení přesunu měla skupina provádět diverzní a zpravodajsou činnost. Jejím úkolem bylo mj. monitorování a sabotáže provozu na železniční trati Olomouc - Ostrava, provést měla i likvidaci skladů paliv a maziv v Horních Moštěnicích a trafostanice v Dluhonicích. I přes snahu nebyla v tomto skupina úspěšná a Josef Vodička byl nucen se ukrývat u svých příbuzných na Olomoucku. Dne 30. září 1941 došlo ke zradě Ferdinanda Čihánka, který se sám přihlásil na gestapu. Došlo k zatčení všech tří zbývajících členů. Stanným soudem v Brně byli Josef Vodička, Jan Restel a Eduard Janošec dne 22. prosince 1941 odsouzeni k trestu smrti a dne 7. května 1942 popraveni v koncentračním táboře Mauthausen.

## Posmrtná ocenění
V roce 1946 udělil president republiky Josefu Vodičkovi Československý válečný kříž 1939 "In memoriam" jako projev uznání bojových zásluh, které získal v boji za osvobození republiky Československé z nepřátelského obsazení (za Ministerstvo národní obrany je na listině podepsán gen. Svoboda). (Číslo matriky: 17.838). V rodné Senici na Hané je po Josefu Vodičkovi pojmenována ulice.